# Falco cenchroides
El cernícalo australiano (Falco cenchroides), es uno de los halcones más pequeños, y a diferencia de muchos de ellos, no depende de la velocidad para capturar a sus presas.  Aparentemente este pájaro es un pariente muy cercano del  cernícalo vulgar, y probablemente también del cernícalo de las Molucas Falco moluccensis. Parece haber evolucionado de los ancestros de los cernícalos vulgar o primilla que se dispersaron al sur de la línea de Wallace en el Pleistoceno Medio —menos de 1 millón de años— y se adaptaron a las condiciones locales.

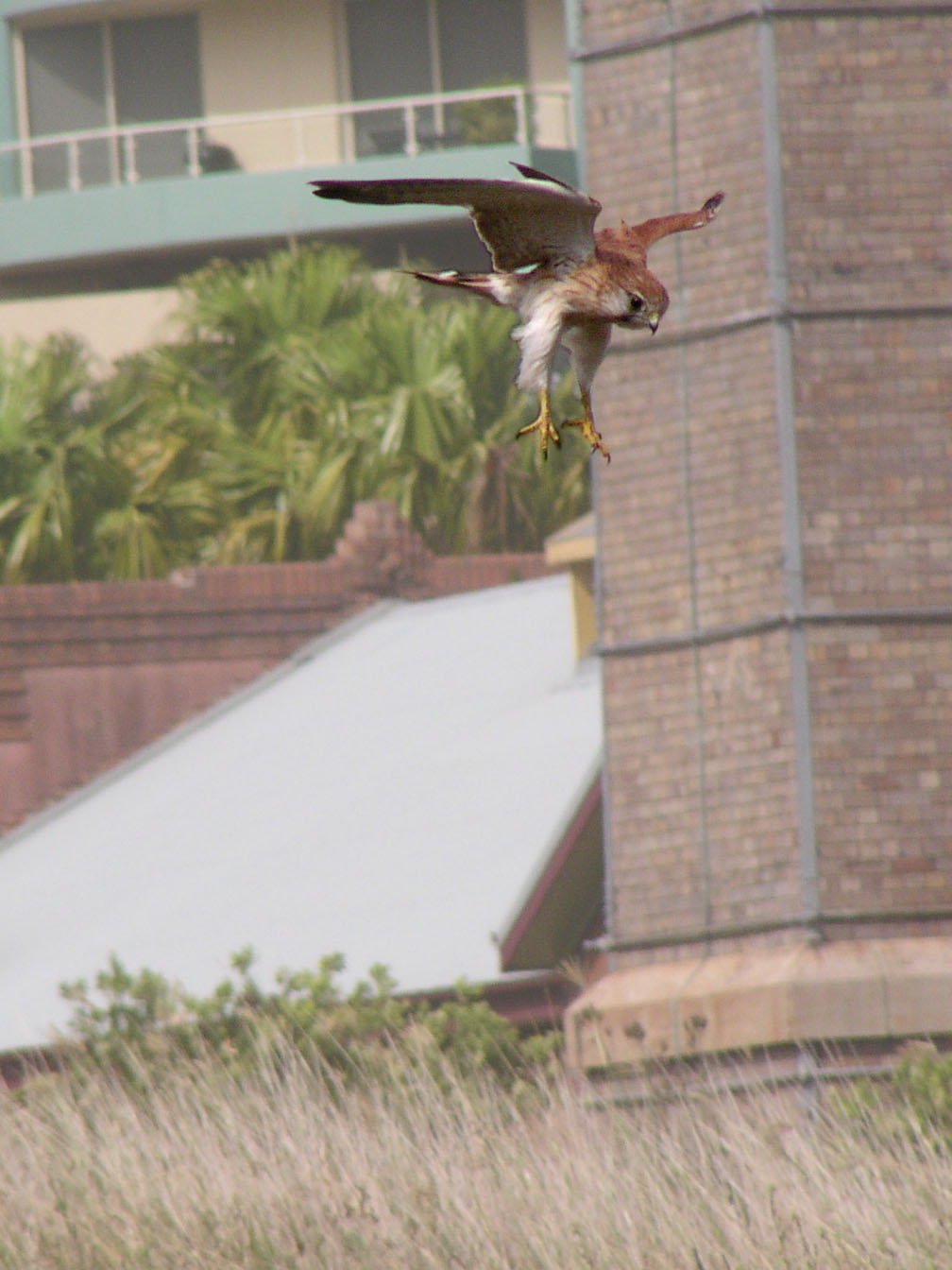
A punto de saltar.

Rapaz fácil de ver y común,  se encuentra en Australia, Nueva Guinea, y las islas cercanas, y es un visitante irregular en Nueva Zelanda. Ocupa cualquier tipo de tierra que no tenga vegetación demasiado densa, particularmente los pastizales templados y bosques abiertos. En el norte tropical y los desiertos arenosos del oeste de Australia, tiene una distribución irregular y estacional. 
Al igual que muchas aves de australianas, no tiene un patrón claro de migración: en las praderas del sur, las parejas establecidas son residentes durante todo el año, pero muchas otras aves migran hacia el norte durante el invierno austral, o recorren el árido interior siguiendo el suministro de alimentos. 
Es un pequeño halcón (alrededor de 31 a 35 cm de largo), rojizo o marrón por encima y blanco o casi blanco a continuación, con una punta de la cola negro. El plumaje varía mucho en los detalles, y algunas aves pueden parecer desaliñadas, pero el tamaño pequeño y el hábito de revolotear con las alas rectas lo hacen inconfundible (de las rapaces australasiáticas sólo flotan los Elaninaes, que son mucho más claros en color y un poco más grande, y el Falco berigora, que es mucho más grande y fornido, y se cierne sólo con dificultad). En total, se ve como una pálida, y más pequeña derivación  del cernícalo común, cumpliendo con las Reglas de Gloger y  de Bergmann).

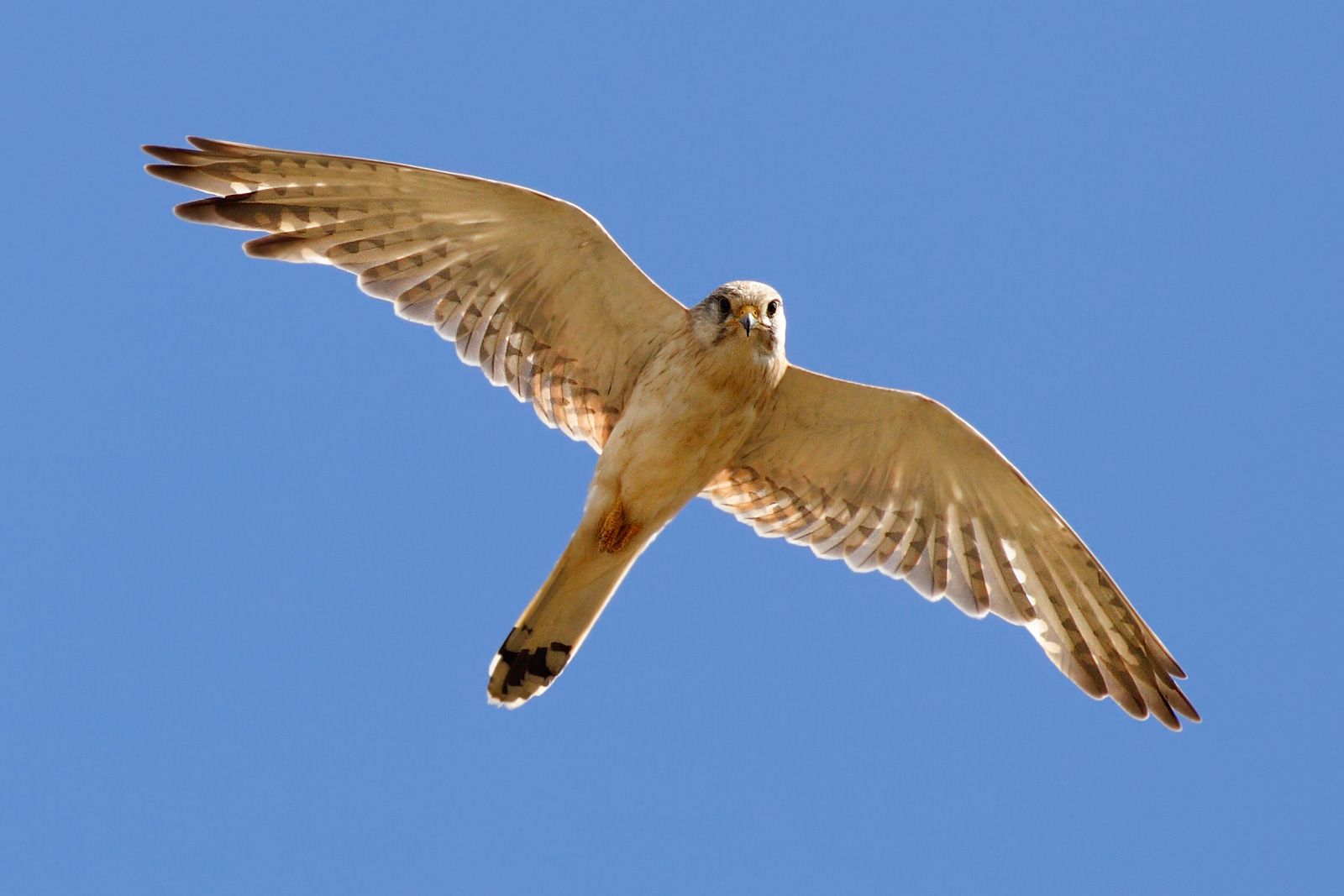
Cernícalo australiano en vuelo.

La dieta es variada, con una gran presencia de insectos, pero también aparecen pequeñas aves y reptiles, y, en particular, pequeños roedores, principalmente ratones. Estos cernícalos son adaptables y cazan en un número de maneras diferentes: simplemente posados en una posición expuesta (como en un árbol muerto o un poste de teléfono) y divisar a la presa es la más común, pero es su costumbre de cernerse flotando inmóvil sobre los cultivos y los pastizales lo que le distingue. 

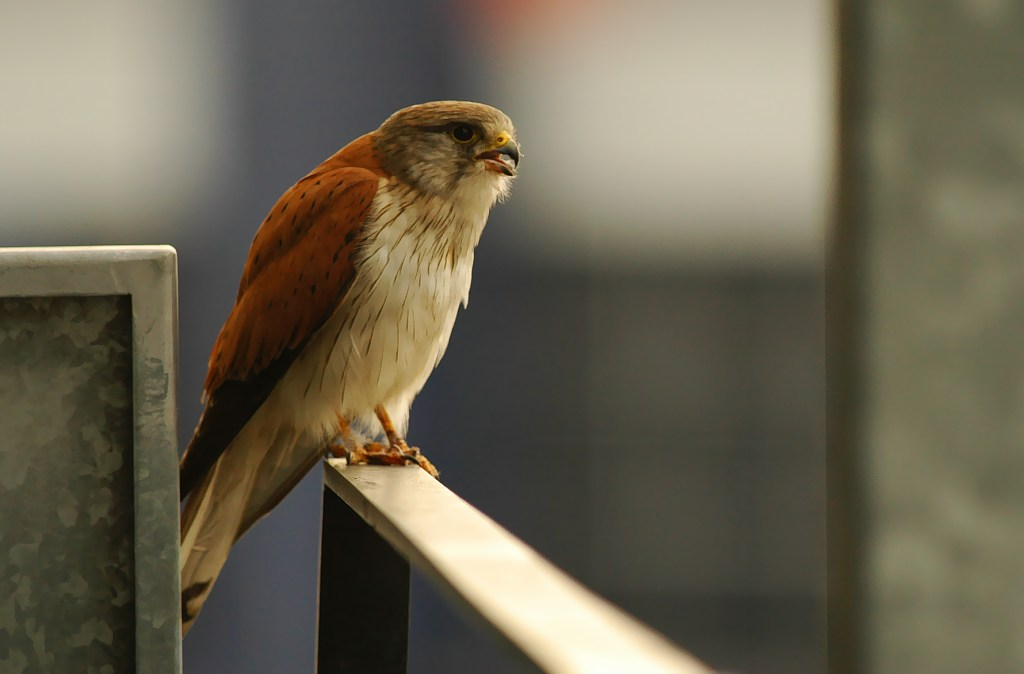
Hembra.

Normalmente visto solos o en parejas, pueden agregarse en manadas sueltas de hasta 30 individuos, cuando las condiciones son correctas. Las parejas son típicamente monógamas y pueden o no pueden dispersarse a diferentes áreas durante la temporada no reproductiva. El nido es una estructura sencillo: bordes de acantilados, huecos de un árbol, o nidos de córvidos en desuso que no son modificados por los cernícalos. Ponen de tres a siete huevos a fines de invierno (generalmente cuatro) y los incuba la hembra sola. La eclosión tiene lugar después de 26 a 28 días, y el macho trae la comida mientras que la hembra sigue incubando hasta que los jóvenes casi vuelan, momento en que la hembra deja el nido para cazar también. En un buen año pueden tener varias camadas.